# 드래곤볼 Z 초궁극무투전
《드래곤볼 Z 초궁극무투전》은 드래곤볼 Z를 소재로 만든 반다이 남코 엔터테인먼트의 비디오 게임이다.
드래곤볼 시리즈를 기반으로 하는 닌텐도 3DS용 2D 격투 게임이다. 2011년 Dragon Ball Kai: Ultimate Butoden에 이어 초궁극무투전 시리즈의 여섯 번째 게임이며 드래곤볼 Z 브랜딩을 사용하여 동작한다.
이 게임은 2015년 6월 11일 일본, 2015년 10월 16일 유럽 및 호주, 2015년 10월 20일 북미에서 출시되었다.